# 单桥镇
单桥镇，是中华人民共和国安徽省阜阳市临泉县下辖的一个乡镇级行政单位。

## 行政区划
单桥镇下辖以下地区：
单桥社区、孟庄村、西房庄村、王楼村、周庄村、韦柿园村、梁堂村、张老庄村、郭寨村和姜楼村。